# Máriahalom
Máriahalom é um município da Hungria, situado no condado de Komárom-Esztergom. Tem 10,85 km² de área e sua população em 2015 foi estimada em 601 habitantes.